# جون دونالد دالي
جون دونالد دالي (بالإنجليزية: John Donald Daly)‏ هو مصرفي أمريكي، ولد في 1841 في بوسطن في الولايات المتحدة، وتوفي في 1923 بسبب ذات الرئة.